# Samarqand (Bezirk)
Der Bezirk Samarqand ist ein Bezirk in der usbekischen Viloyat Samarqand. Die Hauptstadt ist die Siedlung städtischen Typs Gulobod. Der Bezirk ist 430 km2 groß und hat 256.500 Einwohner (Schätzung 2021).

## Gliederung
Der Bezirk ist in 8 Landgemeinden und 2 Siedlungen städtischen Typs untergliedert. Die beiden Siedlungen städtischen Typs sind Gulobod und  Xoʻja Ahrori Vali, die 8 Landgemeinden sind:
- Ohalik
- Qoʻshtamgʻali
- Bogʻibaland
- Dashtakibolo
- Kattaqoʻrgʻonariq
- Kulbaipoyon
- Ulugʻbek
- Qaynama